# Heinrich Liebe
Heinrich Liebe, nemški pomorski častnik, kapitan in podmorniški as, * 29. januar 1908, Gotha, † 27. julij 1997, Eisenach.

## Življenjepis
Aprila 1927 je vstopil v vojno mornarico. Leta 1931 je začel služiti na linijski ladji Schleswig-Holstein, nato pa je bil septembra 1935 premeščen k novo ustanovljeni podmorniški sili.
Bil je eden redkih poveljnikov z dolgo in dobro predvojno podmorniško službo. Oktobra 1938 je postal poveljnik U-38 in z njo opravil 9 patrulj. Na zadnji patrulji je potopil 8 ladij (skupaj 47.279 ton) v vodah pri Freetownu. Med to patruljo je prejel tedaj najvišje odlikovanje, hrastovo listje k viteškemu križu železnega križa.
Julija 1941 je zapustil U-38, saj je bil premeščen na delo v Oberkommando der Kriegsmarine.
Od avgusta 1944 do konca vojne je služil v štabu 2. SKL BdU.

## Napredovanja
- Seekadett (1. oktober 1927)
- Fähnrich zur See (1. april 1929)
- Oberfähnrich zur See (1. junij 1931)
- pomorski poročnik (1. oktober 1931)
- pomorski nadporočnik (1. oktober 1933)
- Kapitanporočnik (1. oktober 1936)
- Kapitan korvete (1. december 1941)
- Kapitan fregate (1. oktober 1944)

## Odlikovanja
- 1939 železni križec II. razreda (8. oktober 1939)
- U-Boots-Kriegsabzeichen (16. december 1939)
- 1939 železni križec I. razreda (6. april 1940)
- viteški križ železnega križa (14. avgust 1940)
- viteški križ železnega križa s hrastovimi listi (10. junij 1941)

## Poveljstva podmornic
| Podmornica | Trajanje                          | Vojne patrulje | Dni na morju |
| U-2        | 1. oktober 1936 - 31. januar 1938 | /              | /            |
| U-38       | 24. oktober 1938 - 22. julij 1941 | 9              | 324          |

## Podmorniški dosežki
- potopil 34 ladij (skupaj 187.267 BRT)
- poškodoval 1 ladjo (3.670 BRT)